# Cantó de Merinhac-2
El cantó de Merinhac-2 és un cantó francès del departament de la Gironda, situat al districte de Bordeus. Té 3 municipis i el cap és Merinhac.

## Municipis
- Merinhac
- Martinhàs
- Sent Joan d'Ilhac

## Història
| Data d'elecció                           | Identitat       | Partit | Qualitat |
| ---------------------------------------- | --------------- | ------ | -------- |
| 1982-1985                                | Michel Férillot | PS     |          |
| 1985-1998                                | Pierre Favre    | UDF    |          |
| 1998-                                    | Jacques Fergeau | PS     |          |
| les dades anteriors no són pas conegudes |                 |        |          |
|                                          |                 |        |          |

## Demografia
| 1962 | 1968 | 1975 | 1982 | 1990 | 1999 | 2006   |
| ---- | ---- | ---- | ---- | ---- | ---- | ------ |
| -    | -    | -    | -    | -    | -    | 43.467 |